# Nodulosoma
Nodulosoma – rodzaj chrząszczy z rodziny kózkowatych i podrodziny zgrzypikowych.

## Zasięg występowania
Przedstawiciele tego rodzaju występują na Nowej Zelandii.

## Systematyka
Do Nodulosoma należy 15 gatunków:
- Nodulosoma angustum,
- Nodulosoma flavidorsis,
- Nodulosoma halli,
- Nodulosoma helmsi,
- Nodulosoma laevinotata,
- Nodulosoma laevior,
- Nodulosoma laevithorax,
- Nodulosoma maculata,
- Nodulosoma picticornis,
- Nodulosoma pinguis,
- Nodulosoma posticalis,
- Nodulosoma rufescens,
- Nodulosoma spectabilis,
- Nodulosoma suffusa,
- Nodulosoma testacea.